# Куклін Олександр Сергійович
Олександр Сергійович Куклін (1876, Нижньогородська губернія, тепер Нижньогородська область, Російська Федерація — розстріляний 1936, тепер Російська Федерація) — радянський партійний діяч, секретар Ленінградського губернського комітету РКП(б). Член ЦВК СРСР. Член ЦК РКП(б) у 1924—1925 роках.

## Життєпис
Народився в родині робітника. Освіта початкова, закінчив початкову школу в Нижньому Новгороді.
У 1888—1897 роках — учень змащувача машин, слюсар, помічник машиніста винного заводу в місті Нижньому Новгороді.
У 1897—1908 роках — слюсар механічного цеху Сормовського машинобудівного заводу Нижньогородської губернії.
Член РСДРП з 1903 року.
Брав активну участь у російській революції 1905—1907 років. Декілька разів був заарештований.
У 1908—1909 роках — механік винокурного заводу в місті Кизлярі.
У 1910 році переїхав до міста Санкт-Петербурга. У 1910 році працював слюсарем механічних майстерень Павлова, з 1910 по 1911 рік — фрезерувальником механічного заводу «Старий Лесснер», з 1911 по 1912 рік — робітником-інструментальником заводу «Старий Арсенал».
Вів революційну роботу в Санкт-Петербурзі (Петрограді), був членом Виборзького районного комітету РСДРП(б). У 1914 році — член «особливого відділення» для керівництва нелегальною роботою при Російському Бюро РСДРП.
У 1918 році (по грудень) — голова виконавчого комітету Виборзької районної ради міста Петрограда. З травня по грудень 1918 року — заступник голови виконавчого комітету Петроградської ради.
З 13 січня по 22 березня 1919 року — військовий комісар 25-ї стрілецької дивізії 1-ї (4-ї) армії, служив у політичному відділі 4-ї армії на Східному фронті.
У березні 1919 року повернувся до Петрограда, працював фрезерувальником механічного заводу «Старий Лесснер».
У березні 1919 — 1920 року — завідувач політичного управління Ради комунального господарства Петроградської ради.
З 20 липня 1920 по 1921 рік — голова правління Петроградської губернської Спілки споживчих товариств.
Одночасно в 1920—1921 роках — заступник голови Ради комунального господарства Петроградської ради і виконавчого комітету губернської ради (губвиконкому).
У 1921—1922 роках — голова Ради комунального господарства Петроградської ради і Петроградського губвиконкому.
У 1922 році — голова виконавчого комітету Нарвсько-Петергофської (Московсько-Нарвської) районної ради міста Петрограда.
До жовтня 1922 року — заступник голови Ради народного господарства Петроградської губернії.
У жовтні 1922—1924 роках — заступник завідувача Петроградської губернської робітничо-селянської інспекції (РСІ) — Петроградської губернської контрольної комісії РКП(б), завідувач адміністративної інспекції губернської РСІ.
У жовтні 1923 — 1925 року — завідувач організаційного відділу Петроградського (Ленінградського) губернського комітету РКП(б).
У 1924 — березні 1925 року — голова Ленінградської губернської контрольної комісії РКП(б) — робітничо-селянської інспекції.
У березні 1925 — 8 січня 1926 року — (3-й) відповідальний секретар Ленінградського губернського комітету РКП(б) та  завідувач організаційного відділу Ленінградського губернського комітету РКП(б).
10 грудня 1925 — 19 січня 1926 року — член Північно-Західного бюро ЦК РКП(б).
У 1925—1927 роках — активний учасник «Ленінградської» («Нової») опозиції. Також у 1926—1927 роках — активний учасник об'єднаної троцькістсько-зінов'євської опозиції.
З січня 1926 перебував у розпорядженні ЦК ВКП(б).
У 1926—1927 роках — директор інституту «Діпромез» (проєктування нових заводів металургійної промисловості та машинобудування) Вищої ради народного господарства СРСР у місті Ленінграді.
У 1927 році працював членом правління сільськогосподарської кооперації Сибірського краю в місті Новосибірську.
У липні 1927 — березні 1928 року — член президії Ради народного господарства Самарської губернії.
У грудні 1927 року виключений з партії відповідно постанови XV з'їзду ВКП(б) у числі 75 лідерів та активних учасників об'єднаної троцькістсько-зінов'євської опозиції. У 1928 році заявив про відхід від опозиції, 29 червня 1928 року поновлений в членах ВКП(б).
1 квітня — 25 липня 1928 року — заступник голови Ради народного господарства (РНГ) Самарської губернії, завідувач виробничо-технічного підвідділу Самарської губернської РНГ.
З липня 1928 по лютий 1930 року — член правління Всесоюзного центру сільськогосподарської хлібної кооперації («Хлібоцентр»). З 1929 по 1 березня 1930 року — заступник голови правління «Хлібоцентру» в Москві.
З березня 1930 по 1931 рік — заступник голови правління Всесоюзного Державного хлібо-мукомольного об'єднання «Союзхліб» у Москві.
З 1931 року — на пенсії.
14 грудня 1934 року заарештований, 16 січня 1935 року засуджений до десятирічного ув'язнення у виправно-трудових таборах. У березні 1936 року повторно заарештований у місці ув'язнення. 24 серпня 1936 року за звинуваченням в участі в контрреволюційній терористичній організації засуджений Військовою колегією Верховного суду СРСР до страти. 
Посмертно реабілітований у 1988 році.